# Juan Culio
Juan Emmanuel Culio (ur. 30 sierpnia 1983 w Mercedes) – argentyński piłkarz występujący na pozycji pomocnika w rumuńskim klubie CFR 1907 Cluj.